# Gaspillage alimentaire au Royaume-Uni
Le gaspillage alimentaire au Royaume-Uni est un thème environnemental, économique et social qui a, depuis 1915, bénéficié d'une importante couverture médiatique et reçu des réponses variées de la part des pouvoirs publics. En 2000, afin de s'attaquer aux problèmes de déchets, et donc aussi de déchets alimentaires, le gouvernement britannique a créé le WRAP (Waste & Resources Action Programme). La campagne « Love Food, Hate Waste » de 2007 a renforcé l'attention de la population sur ce sujet.
Les ménages sont responsables d'une proportion non négligeable du gaspillage alimentaire et ont produit, en 2007, 6 700 000 tonnes de déchets alimentaires. Les pommes de terre, le pain et les pommes sont, dans cet ordre, les produits ayant généré le plus de déchets. La majorité des déchets alimentaires sont évitables. Ceux qui sont inévitables peuvent l'être à cause des goûts (croûte de pain), des modes de préparation (peau de pomme de terre), ou de façon absolue (sachets de thé).
Il a été jugé crucial pour le Royaume-Uni de réduire ses déchets alimentaires afin de répondre aux attentes internationales en matière d'émissions de gaz à effet de serre, et de réduire la quantité de ses déchets biodégradables mis en décharge en vertu de la directive européenne concernant la mise en décharge des déchets. Dans tous les pays développés, la réduction des déchets alimentaires a été mise en lumière comme une solution à la crise alimentaire mondiale de 2007-2008 et a donc été l'un des sujets du sommet du G8 2008 à Hokkaidō.

## Histoire
Le gaspillage alimentaire a été identifié comme étant un problème au Royaume-Uni dès la Première Guerre mondiale. La lutte contre celui-ci était l'un des objectifs initiaux de l'Institut des Femmes (Women's Institutes), formé en 1915, et reste encore aujourd'hui un des thèmes de leurs campagnes,,. Le rationnement a été adopté durant la Première Guerre mondiale, à partir de 1917. Bien qu'au début basé sur le volontariat, il est peu à peu devenu obligatoire. 